# Jessica pachecoi
Jessica pachecoi là một loài nhện trong họ Anyphaenidae.
Loài này thuộc chi Jessica. Jessica pachecoi được Antonio D. Brescovit miêu tả năm 1999.